# 27 км (роз'їзд)
27 кіломе́тр — залізничний роз'їзд 5 класу Полтавської дирекції Південної залізниці.
Розташований на перетині двох ліній Бурти — Рублівка та 27 км — Лівобережна між станціями Світловодськ (15 км), Рублівка (13 км) та Лівобережна (7,5 км).

## Історія
Роз'їзд 27 км відкрито у 1970-х роках. Колишня назва — Недогарки.
Станом на березень 2020 року щодня три пари дизель-потягів прямують за напрямком Бурти/Світловодськ — 27 км. Роз'їзд є кінцевою для приміських електропоїздів.